# Grijsbuik-Piet-van-Vliet
De grijsbuik-Piet-van-Vliet (Cacomantis passerinus) is een vogel uit de familie Cuculidae (koekoeken).

## Verspreiding en leefgebied
Deze soort komt voor in India en Pakistan en overwintert in Sri Lanka.